# Kanton Cergy-1
Kanton Cergy-1 (fr. Canton de Cergy-1) je francouzský kanton v departementu Val-d'Oise v regionu Île-de-France. Tvoří ho dvě obce a část města Cergy. Zřízen byl v roce 2015.

## Obce kantonu
- Cergy (část)
- Osny
- Puiseux-Pontoise